# Mésorégion de São José do Rio Preto
 (février 2025).
Si vous disposez d'ouvrages ou d'articles de référence ou si vous connaissez des sites web de qualité traitant du thème abordé ici, merci de compléter l'article en donnant les références utiles à sa vérifiabilité et en les liant à la section « Notes et références ».
La région de São José do Rio Preto est l'une des 15 mésorégions de l'État de São Paulo. Elle regroupe 109 municipalités groupées en 8 microrégions.

## Données
La région compte 1 552 415 habitants pour 29 387 km².

## Microrégions[1]
La mésorégion de São José do Rio Preto est subdivisée en 8 microrégions:
- Auriflama
- Catanduva
- Fernandópolis
- Jales
- Nhandeara
- Novo Horizonte
- São José do Rio Preto
- Votuporanga